# Bertrand du Pouget
Pour les articles homonymes, voir Pouget.
Pour les autres membres de la famille, voir Famille du Pouget de Nadaillac.
Bertrand du Pouget est un cardinal français né vers 1280 à Castelnau-Montratier et mort le 4 février 1352 à Villeneuve-lès-Avignon.

## Biographie

### Première période (1280-1319)
Bertrand du Pouget appartient à une famille noble du Quercy. Comme beaucoup de cadets, il est entré dans la carrière ecclésiastique. Il a été aidé par son oncle maternel, Jacques Duèze, à l'époque évêque d'Avignon. Il a obtenu le doctorat en théologie et en droit canon. Grâce à la protection de son oncle Bertrand, il a commencé à accumuler un certain nombre de bénéfices ecclésiastiques : chanoine de l'église de Notre-Dame de Pont-Fract (1310), doyen d'Issigeac en Périgord (1312), prébendier de Cropredy en Angleterre.
En 1316 son protecteur est élu pape, prenant le nom de Jean XXII. Il obtient d'autres bénéfices, telle que chanoine de la cathédrale de Narbonne et archidiacre du Mans. Lors du consistoire du 17 décembre 1316, Jean XXII l'a élevé à la dignité de cardinal avec le titre de San Marcello. Son frère Bernard du Pouget sera successivement nommé évêque de Cornouaille en 1322 et évêque de Nîmes en 1324.
Le 18 décembre 1327, il devient cardinal-évêque du diocèse suburbicaire d'Ostie et de Velletri.

### Situation en Allemagne
L'implantation du siège de la papauté à Avignon, à partir de 1305 a affaibli son pouvoir temporel. À la mort de l'empereur Henri VII, deux prétendants se sont affrontés pour la couronne du Saint-Empire, Frédéric le Bel, duc d'Autriche et Louis, duc de Bavière. Louis de Bavière est élu  roi de Germanie le 20 octobre 1314 et couronné le 25 novembre suivant. Le pape a refusé de choisir entre les deux prétendants. Cette élection rapide de Louis IV a entraîné  la contestation du titre royal par son cousin. Louis IV a battu Frédéric le Beau à la bataille de Mühldorf et est fait prisonnier, en 1322, mais Le frère de Frédéric, Léopold Ier d'Autriche a continué les combats.
Le 8 octobre 1323, le pape déclare que le « Bavarois » a usurpé les droits dont il fait usage ; s'il n'y renonçait pas dans les trois mois, il serait excommunié ; en attendant, le vicariat d'empire en Italie reviendrait au roi de Naples, Robert d'Anjou.
Face à l'opposition du pape et son excommunication, Louis IV signe avec son cousin le traité de Trausnitz le 13 mars 1325 par lequel Frédéric y reconnaissait son cousin Louis comme souverain légitime et déclarait revenir se constituer prisonnier si son frère ne déposait pas les armes. Devant le refus de Léopold, Frédéric est venu se constituer prisonnier à Munich.
Finalement un nouveau traité est signé à Ulm entre Louis IV et Frédéric le Beau, le 7 janvier 1326. Il stipulait que Frédéric dirigerait l'Allemagne, tandis que Louis serait couronné Empereur en Italie.
Cependant, la mort de Léopold Ier, le 28 février 1326, conduisit Frédéric à abandonner cette régence impériale pour ne diriger que les seules possessions des Habsbourg.

### Situation en Italie
L'éloignement de la papauté de l'Italie a permis aux partisans de l'empereur du Saint-Empire romain germanique de renforcer leurs positions en Italie face à celles des partisans de la papauté, les guelfes.
Le 13 juillet 1311, l'Empereur Henri VII avait vendu la charge de vicaire impérial pour Milan à Matteo Visconti, seigneur de Milan qui devient maître de la ville. Une ligue gibeline est organisée incluant les villes fidèles à l'Empereur, Milan, Côme, Novare, Verceil, Bergame, Brescia, Lodi, Crémone, Plaisance.
Les troupes guelfes de Passerino della Torre sont défaites, en mars 1312 à Soncino.
À Vérone, à la mort de son frère, Alboino Ier della Scala, en 1311, Cangrande della Scala est devenu le seul seigneur de la ville. Il est un des chefs de la faction gibeline en Italie du Nord. Il va entreprendre plusieurs campagnes pour prendre le contrôle des villes de Vicence, Padoue et Trévise. Depuis 1304 il combattait les troupes guelfes. En 1311, il avait participé au siège de Brescia qui refusait l'entrée de l'empereur Henri VII, et à sa prise. L'affrontement entre Cangrande et la commune de Padoue au sujet de Vicence s'est terminé par la victoire de Cangrande en octobre 1314. En 1316, Cangrande, aidé par le seigneur de Mantoue a permis au parti gibelin de prendre le contrôle de l'ouest de la Lombardie.
Henri VII est couronné empereur le 29 juin 1312 par le pape Clément V. Mais il meurt d'une crise de paludisme le 24 août 1313 à Buonconvento en Toscane en allant attaquer le royaume de Naples. Le parti guelfe décida de nommer Robert d'Anjou, duc de Milan.
Le pape Clément V, un mois avant sa mort, avait nommé Robert d'Anjou vicaire pontifical. Robert d'Anjou était roi de Naples, à ce titre, vassal du pape et le principal appui du parti guelfe en Italie avec la république de Florence.
Après son élection, Jean XXII a confirmé les décisions de son prédécesseur. Cependant l'empereur avait gagné à sa cause les seigneurs de Mantoue et de Vérone. Les positions de l'Église en Italie étaient menacées et l'empereur commençait à menacer les États de l'Église, en particulier, en Romagne.
Le 29 août 1315, le parti guelfe comprenant les villes de Florence, Sienne, Prato, Pistoia, Arezzo, Volterra, San Gimignano, San Miniato, etc. commandé par Philippe d'Anjou est battu à la bataille de Montecatini par les troupes gibelines de Pise et de Lucques aidées par des mercenaires allemands commandées par Uguccione della Faggiola.
Le 16 mars 1316, Cangrande avait reconnu Frédéric le Beau comme empereur romain germanique, avait reçu de lui le titre de vicaire impérial de Vérone et de Vicence. En retour le pape l'a menacé de l'excommunier. Ignorant ces menaces, il allait entreprendre le siège de la ville guelfe de Brescia avec Uguccione della Faggiola quand il a appris que des troupes d'exilés de Vicence et armées par Padoue commandées par le comte Vinciguerra di San Bonifacio s'apprêtaient à attaquer Vicence. Revenant rapidement sur Vicence, il a pu déjouer ce plan en mai 1317. Cangrande déclara alors que Padoue n'avait pas respecté le traité de 1314. En décembre 1317, il a pris la ville de Monselice, un bastion de Padoue. Puis il attaque la ville d'Este qui est pillée. Les autres villes situées à proximité préfèrent se rendre. Après Noël, Cangrande a décidé d'attaquer Padoue. Finalement le Grand conseil de Padoue représenté par Jacopo de Carrara a préféré céder à Cangrande les villes de Monselice, Este, Castelbaldo et Montagnana. Cangrande a passé l'année 1318 à combattre pour la cause gibeline. À l'automne 1318, il a attaqué la Marche trévisane. Son amitié avec la Maison de Carrare qui dirige Padoue l'a retenu d'attaquer cette ville. Il va alors attaquer Trévise mais les citoyens de cette ville font appel à Frédéric le Beau qui a demandé à Cangrande d'arrêter son attaque et aux citoyens de le reconnaître comme vicaire impérial.
Pour faire face aux actions de Robert d'Anjou, Matteo Visconti a convoqué à Soncino le 16 décembre 1318 une grande diète gibeline, qui a nommé Cangrande capitaine général, désigné dans les documents avec le titre de Capitaneus et rector societatis et unionis dominorum et fidelium in Lombardia.
Le pape a nommé Robert d'Anjou sénateur de Rome en 1318. Marco Visconti commencé le siège autour de Gênes. Il défend Gênes avec son frère Philippe et obligea les gibelins à lever le siège en 1319. Il a reçu les seigneuries de Gênes et de Brescia en 1319.

### Légat du pape (1320-1327)
Le pape envoie Bertrand du Pouget en Italie entre 1319 et 1334, d'abord comme légat apostolique.
Il est nommé légat pontifical pour la Lombardie, la province Romandiolae (l'ensemble de la Romagne autour de Bologne) et la Toscane. Dans la bulle de sa nomination le pape l'appelle  « notre ange de la paix. » Bertrand du Pouget a recruté une armée de mercenaires avec laquelle il est entré en Italie en 1320. Son intervention a renversé l'équilibre des forces : entre 1320 et 1327, le cardinal a repris aux  Visconti Asti, Pavie, Plaisance, Parme et Reggio d'Émilie. Il a battu Visconti en Vaprio d'Adda (1324). Cependant il n'a pas réussi à prendre Milan. Dans tous les cas, le but de l'expédition était de rester maître de Bologne, ville stratégique pour conserver la Toscane et Rome à la papauté.
Les guelfes de Florence sont battus à Altopascio par Castruccio Castracani, le 23 septembre 1325, pendant que les troupes de Bologne le sont le 25 novembre à bataille de Zappolino. Les Florentins ont confié la seigneurie de Florence à Charles de Calabre. L'empereur Louis de Bavière fait des villes de Lucques, Pistoia, Volterra et de la Lunigiane possédées par Castruccio Castracani le duché de Lucques, puis il a soumis Pistoia et a été excommunié en 1327.
Le 5 février 1327, Bertrand du Pouget entre dans Bologne. La ville lui a confié le 8 février le  titre de signore generale de la ville et du district de Bologne. Immédiatement, il a fait construire un somptueux palais fortifié, le castello di Porta Galliera. Cette construction permettait de renforcer les défenses de la ville et de servir de siège provisoire de la papauté pour préparer la rentrée définitive du pape à Rome. C'est ce que confirme une lettre de Pétrarque datée de 1331.

### Les opérations militaires en Italie entre 1327 et 1330
Robert d'Anjou continuait ses opérations en Italie en même temps que Bertrand du Pouget. Il en profitait pour augmenter son influence en nommant dans les cités conquises des podestats qui lui étaient fidèles.
La descente des troupes de l'empereur en Italie en 1327 va mettre en sommeil les antagonismes que pouvait créer la politique menée par Robert d'Anjou avec le cardinal. Les troupes impériales reprennent Plaisance, Parme et Pavie, mais l'empereur perd la confiance de ses partisans en retirant la souveraineté de Milan aux Visconti, ses principaux alliés. La ville de Pise, ville traditionnellement gibeline, a refusé d'ouvrir ses portes à l'empereur qui a dû l'assiéger pour entrer.
Le 10 septembre 1328, après 16 années de conflit, Padoue ouvre ses portes et se soumet à Cangrande della Scala. Ce dernier possède alors les villes de Vérone, Vicence, Padoue, Feltre, et Cividale. Le 18 juillet 1329, il a soumis Trévise. Il a alors achevé la conquête de la Marche trévisane. Il est mort quelques jours après son entrée dans la ville, le 22 juillet.
En 1329, Louis de Bavière constatant qu'il ne pouvait avoir le contrôle sur la ligue gibeline a décidé de rentrer en Allemagne.
En 1330, Milan et Vérone sont assiégées par les troupes de la ville guelfe de Brescia. Elles font appel pour les aider à Jean Ier de Bohême. Ses troupes libèrent les villes assiégées. Bertrand du Pouget veut se servir de cette intervention de Jean de Bohème pour limiter l'influence excessive de Robert d'Anjou et a une conférence avec Jean de Bohême le 16 avril. Jean de Bohême reconquiert avec son appui Parme, Vercelli, Pavie et Plaisance mais les restitue au Saint-Siège mais qui les lui laisse gouverner comme feudataire pontifical. Cette manœuvre avait pour but de limiter la puissance de la maison d'Anjou dans l'Italie du Nord.

### La défaite (1330-1334)
Robert d'Anjou a rapidement compris les intentions du cardinal : maintenir l'influence de la papauté et de l'empereur sur leurs territoires respectifs et empêcher la venue de toute puissance extérieure venant remettre en cause cet équilibre.
En septembre 1332, Robert d'Anjou a convoqué les grands seigneurs italiens - guelfes et gibelins - à Gênes. Ils firent la paix, et ont créé une alliance pour vaincre Bertrand du Pouget et Jean de Bohême. Cette ligue des cités guelfes, Naples et Florence, et gibelines, Milan, Mantoue et Ferrare. En réponse, le Pape a nommé Bertrand du Pouget marquis d'Ancône et comte de Romagne, afin de réaffirmer l'autorité du pape sur ces terres.
En 1333, Bertrand du Pouget demande à Jean de Bohême de marcher de Bologne sur Ferrare, mais en avril 1333, Pinalla Aliprandi a amené 1 600 fantassins des Visconti au secours de la ville et, le 14 du mois, avec les troupes des Scala, de Florence et des Gonzague, il a défait l'armée du pape.
Le roi de Bohême a alors conclu la paix avec les opposants et a quitté l'Italie le 15 octobre 1333. Bertrand du Pouget s'est enfermé à Bologne. Finalement les citoyens de Bologne, victimes du harcèlement des troupes papales et mécontents de la fiscalité excessive du légat du pape, se sont retournés contre lui et l'ont assiégé dans le castello di Porta Galliera. Ce n'est qu'après un an, grâce à la médiation de Florence, que Bertrand du Pouget a pu quitter Bologne, le 17 mars 1334, et revenir à Avignon.
Les Bolonais ont rasé le château : la seule œuvre d'art qui a été sauvé du pillages est le retable de la chapelle du palais, le travail de Giovanni Balducci (le premier à être construit en marbre), qui a été transféré à la basilique de San Domenico, pour en faire le maître-autel.

### Retour à Avignon et mort
Bertrand revient à Avignon. Son oncle Jean XXII est mort. Il participe aux conclaves de 1334 (élection de Benoît XII) et de 1342 (élection de Clément VI). Le cardinal s'est retiré à Villeneuve-lès-Avignon, où il a construit un magnifique palais et où il est mort.

## Mécène des arts
Au-delà de la figure politique et militaire, Bertrand du Pouget était certainement un grand mécène des arts. Il a fait venir à Bologne de nombreux artistes pour décorer le castello di Porta Galliera : parmi eux, Giovanni di Balduccio et Giotto.
Docteur en droit canonique, il a promu et encouragé l'étude de cette discipline à l'université de Bologne et protégé d'une manière spéciale le juriste Giovanni d'Andrea, qui a lui consacré une de ses Novellae in decretalibus.

## Littérature
Bertrand du Pouget apparaît aussi dans le roman par Umberto Eco, Le Nom de la rose. En 1982 le prix Nobel Dario Fo fait de Bertrand du Pouget un protagoniste involontaire dans le long monologue Fabulazzo obscène, dans lequel l'acteur raconte la prétendue « guerre de la merde » : la légende populaire veut que  le fumier ait été une des principales « munitions» catapultées par les Bolonais lors du siège du castello di Porta Galliera.

## Au cinéma
Dans le film Le Nom de la rose (1986) de Jean-Jacques Annaud, tiré du roman d'Umberto Eco, son personnage est interprété par Lucien Bodard.

## Source de la traduction
- (it) Cet article est partiellement ou en totalité issu de l’article de Wikipédia en italien intitulé « Bertrando del Poggetto » (voir la liste des auteurs).